# 1830
Évszázadok: 18. század – 19. század – 20. század
Évtizedek: 1780-as évek – 1790-es évek – 1800-as évek – 1810-es évek – 1820-as évek – 1830-as évek – 1840-es évek – 1850-es évek – 1860-as évek – 1870-es évek – 1880-as évek
Évek: 1825 – 1826 – 1827 – 1828 –  1829 – 1830 – 1831 – 1832 – 1833 – 1834 – 1835

## Események

### Határozott dátumú események
- január 28. – Megjelenik a Hitel, Széchenyi István műve,[1]  amely a magyar reformmozgalom programjává válik.
- március 29. – VII. Ferdinánd spanyol király eltörli a száli törvényeket, amely kizárja a nőket a trónörökösök sorából.[2]
- július 5. – Rövid ostrom után, a több mint 50 ezer katonát számláló francia haderő különösebb ellenállás nélkül elfoglalja Algéria fővárosát, Algírt. (Franciaország megkezdi Algéria gyarmatosítását.)[3]
- július 27. – Elkezdődik a júliusi forradalom Franciaországban, amelynek során lemondatják X. Károlyt.[4]
- augusztus 7. – Franciaországban a képviselőház és a felsőház módosítja az alkotmányt, és királlyá választják Orléans hercegét.[5]
- augusztus 9. –  I. Lajos Fülöp francia király hűségesküt tesz az alkotmányra.[5]
- szeptember 13. – A Dramper nevű amerikai hajó befut a Alter Hafenbe, ezzel megnyílik Bremerhaven kikötője.
- november 17. – Megtartja alakuló ülését a Magyar Tudós Társaság.[1]
- november 22. – A Belga Nemzetgyűlés kikiáltja Belgium függetlenségét és az ország államformáját alkotmányos monarchiaként határozza meg.[6]
- november 29. – Lengyelországban felkelés tör ki az Orosz Birodalom ellen.[7]

### Határozatlan dátumú események
- az év folyamán
  - Gibraltár brit koronagyarmattá válik.
  - Franciaországban részben Victor Hugo kezdeményezésére megalakul Európa első állami műemlékvédelmi szervezete.
  - Puławyból Párizsba, a Hôtel Lambertbe menekítik Izabela Czartoryska gyűjteményét, az első lengyel múzeumot a készülődő novemberi felkelés elől.

## Az év témái

### 1830 a tudományban
- Georg Simon Ohm közzéteszi a később róla elnevezett elektromos ellenállási törvényt.
- Az Egyesült Államokban Henry megalkotja az elektromos távírót, 2 kilométeres távolságra tud jelet továbbítani.

### 1830 a vasúti közlekedésben
- elindul az első modern gőzüzemű vasút a Liverpool–Manchester-vasútvonalon Angliában.

## Születések
- január 5. – Csajak János evangélikus lelkész, költő († 1867)
- február 3. – Orbán Balázs († 1890)
- február 9. – Abdul-Aziz, az Oszmán Birodalom 33. szultánja († 1876)
- március 7. – Zsupánek Mihály, magyarországi szlovén költő († 1905, vagy 1898?)
- március 18. – Szinnyei József, bibliográfus, könyvtáros, irodalomtörténész († 1913)
- március 21. – Friedrich von Beck-Rzikowsky német származású katonatiszt, katonai térképész, cs († 1920)
- május 18. – Goldmark Károly, zeneszerző († 1915)
- május 28. – Carl Filtsch zeneszerző és zongoraművész († 1845)
- július 9. – Kemény Gábor politikus, publicista, az MTA tagja, 1878–1882-ben földművelés-, ipar- és kereskedelemügyi, 1882–1886-ban közmunka- és közlekedésügyi miniszter († 1888)
- augusztus 15. – Lebstück Mária honvédtiszt († 1892)
- augusztus 18. – Ferenc József osztrák császár, magyar király († 1916)
- szeptember 9. – Tüköry Lajos magyar katona († 1860)
- november 1. – Adelburg Ágost lovag zeneszerző, hegedűművész († 1873)
- november 2. – Divald Károly magyar fényképész, a magyar fényképészet úttörője († 1897)
- november 29. – Rosti Pál földrajztudós, néprajztudós, fotográfus, az MTA levelező tagja († 1874)
- december 14. – Madarász Viktor festőművész († 1917)

## Halálozások
- január 8. – Cseh Ignác, Tolna vármegyei alispán, költő (* 1781)
- január 8. – Charles Dumont de Sainte-Croix, francia ügyvéd, zoológus és ornitológus (* 1758)
- január 30. – Virág Benedek, költő, műfordító (* 1754)
- február 13. – Csépán István, jogász, ügyvéd, több megye táblabírája, költő (* 1758)
- február 13. – Czucz István, ügyvéd, költő (* 1768)
- március 4. – Gyarmathi Sámuel, nyelvész, orvos  (* 1751)
- március 17. – Laurent de Gouvion-Saint-Cyr, marquis de Saint-Cyr, francia marsall (* 1764)
- április 16. – Katona József, író (* 1791)
- május 16. – Jean Baptiste Joseph Fourier, francia matematikus, fizikus (* 1768)
- július 11. – Csery Péter, jegyző, író, költő (* 1778)
- november 21. – Kisfaludy Károly, költő, író (* 1788)
- november 30. – VIII. Pius pápa (* 1761)[8]
- december 8. – Benjamin Constant, svájci születésű francia gondolkodó, író, politikus és filozófus (* 1767)
- december 17. – Simón Bolívar, venezuelai forradalmár (* 1783)
- december 28. – Therese Krones(wd) osztrák színésznő, énekesnő (* 1801)
- december 31. – Félicité de Genlis, francia írónő, hárfás és pedagógus (* 1746)

## Európai időjárás
December végétől március közepéig kemény tél, Észak-Spanyolországban, Észak-Itáliában, Nyugat- és Közép-Európában. A Boden-tó és a Zürichi-tó befagyott.